# Gliniarz (film 1972)
Gliniarz – francusko-włoski film kryminalny z 1972 roku. Ostatni film Jean-Pierre’a Melville’a.
Alain Delon wystąpił wcześniej w dwóch filmach kryminalnych Melville’a (Samuraj i W kręgu zła), w których wcielał się w role przestępców. W tym filmie zagrał odwrotną rolę policjanta.

## Obsada
- Alain Delon - komisarz Édouard Coleman
- Richard Crenna - Simon
- Catherine Deneuve - Cathy
- Riccardo Cucciolla - Paul Weber
- Michael Conrad - Louis Costa
- Paul Crauchet - Morand
- Simone Valère - żona Paula
- André Pousse - Marc Albouis

## Fabuła
Czterech ludzi dokonuje napadu na bank w Saint-Jean-de-Monts. Śledztwo w tej sprawie prowadzi komisarz Édouard Coleman - cyniczny glina, który gardzi prawem. Poza schwytaniem sprawców komisarz musi powstrzymać przemyt narkotyków i trzymać się z dala od kochanki Cathy, która spotyka się z Simonem - właścicielem nocnego klubu i głównym podejrzanym w sprawie. Problemem jest też informator-transwestyta, który się do niego zaleca.